# Fábio Noronha de Oliveira
Fábio Noronha de Oliveira, detto Fábio Noronha (Rio de Janeiro, 12 ottobre 1975), è un ex calciatore brasiliano, di ruolo portiere.

## Carriera

### Club
Cresciuto nelle giovanili del Flamengo, Fábio Noronha debuttò nel 1994 come promessa del calcio brasiliano, ma rimase riserva di Roger e Zé Carlos.
Nel 1997, lasciò il Flamengo e si trasferì per i rivali del Fluminense. Successivamente giocò per Ankaraspor e, nel 2006, America-RJ, prima di trasferirsi a Hong Kong, prima all'Happy Valley e poi al TSW Pegasus.

### Nazionale
Con la nazionale Under-20 brasiliana ha giocato e vinto il campionato del mondo Under-20 1993.

## Palmarès

### Club

#### Competizioni statali
- Campionato Carioca: 1

Flamengo: 1996
- Taça Guanabara: 2

Flamengo: 1995, 1996
- Taça Rio: 1

Flamengo: 1996
- Campionato Goiano: 1

Atlético Goianiense: 2007

### Nazionale
- Mondiale Under-20: 1

Australia 1993